# Махамаду, Ахмуду
Ахмуду Махамаду (фр. Ouhoumoudou Mahamadou; род. 1954, Amaloul Nomade, Тахуа) — нигерский государственный и политический деятель. Член Партии за демократию и социализм Нигера, занимал должность премьер-министра Нигера с 3 апреля 2021 по 26 июля 2023 года, пока не был свергнут в результате военного переворота в Нигере в 2023 году.
Работал в правительстве Нигера министром горнодобывающей промышленности, энергетики и промышленности с 1991 по 1993 год и министром финансов с апреля 2011 по апрель 2012 года.

## Биография
Ахмуду Махамаду родился в 1954 году в деревне Амалул Номаде, коммуна Аффала региона Тахуа.
Получив начальное образование в Аффале в 1961—1967 годах, он был принят в национальную среднюю школу Исса Коромбе в Ниамее, в которой учился с 1967 по 1974 год.
Махамаду изучал экономику, менеджмент и бухгалтерский учет в Университете Ломе в Того, Университетах Ле-Мана и Ренна во Франции и Университете Миннесоты в США. Имеет степень магистра экономики, диплом аспиранта по управлению бизнесом и администрированию, диплом аспиранта по бухгалтерскому учету и сертификат аспиранта по государственному управлению и анализу политики.	
Он поступил на государственную службу в Нигере в ноябре 1979 года в ранге административного директора и начал свою профессиональную карьеру в отделе надзора за государственными предприятиями в Министерстве экономики, а затем перешёл к управлению полугосударственными предприятиями на уровне исполнительной власти.

### Работа в правительстве
В переходном правительства премьер-министра Нигера Ахмаду Шейффу, назначенном 7 ноября 1991 года, Ахмуду Махамаду был включён в должности министра горнодобывающей промышленности, энергетики и промышленности. 31 января 1993 года покинул должность в результате перестановки в кабинете министров. В феврале 1993 года были проведены многопартийные выборы, положившие конец переходному периоду. Ахмаду Махамаду не вошёл в состав правительства, назначенного 23 апреля 1993 года. Работал заместителем исполнительного секретаря Экономического сообщества западноафриканских государств (ЭКОВАС) под руководством Эдуарда Бенджамина с 1993 по 1998 год, а затем работал региональным представителем лютеранской организации World Relief в Западной Африке.
После того, как председатель «Партии за демократию и социализм Нигера» Махамаду Иссуфу победил на выборах в январе-марте 2011 года и вступил в должность президента Нигера 21 апреля 2011 года, Ахмаду Махамаду был назначен в правительство страны министром финансов. Должность министра финансов занимал до 2 апреля 2012 года. Позже в том же месяце был назначен генеральным директором банка Banque Internationale pour l’Afrique au Niger (BIA-Niger) .
4 июня 2015 года был назначен директором кабинета президента. После того, как Махамаду Иссуфу был приведён к присяге на второй президентский срок, он оставил Ахмуду Махамаду в должности директора кабинета президента 11 апреля 2016 года.

### Глава правительства и свержение
3 апреля 2021 года назначен премьер-министром Нигера.
Махамаду находился с визитом в Европе во время военного переворота 2023 года, в результате которого был свергнут президент Мохамед Базум. С тех пор он остался в Европе и продолжал поддерживать Базума, удерживаемого в президентском дворце в Ниамее. Он также приветствовал введение ЭКОВАС санкций против военной хунты как «весьма удовлетворительный и логичный» шаг, настаивая при этом на том, что антифранцузские демонстрации в Ниамее не представляют нигерский народ в целом.